# Коваленкер, Владимир Александрович
Владимир Александрович Коваленкер — учёный-геолог, геохимик, лауреат премии имени С. С. Смирнова (2003).

## Биография
В 1965 году — окончил Московский геологоразведочный институт имени С. Орджоникидзе, горный инженер-геолог «Геология, поиск и разведка месторождений полезных ископаемых».
С 1970 года — работает в ИГЕМ РАН.
В 1973 году — защитил кандидатскую диссертацию на тему: «Минералогия и геохимия селенаи теллура в медно-никелевых месторождениях Талнахского рудного узла».
В 1995 году — защитил докторскую диссертацию на тему: «Минералого-геохимические закономерности формирования эпитермальных руд золота и серебра», Геология, поиск и разведка месторождений.

## Научная деятельность
Ведет исследования минералого-геохимических особенностей эндогенных руд благородных, цветных и редких металлов, с особым вниманием к эпитермальным и порфировым месторождениям.
Наиболее важные результаты исследований:
- в рудах исследовавшихся месторождений впервые открыто и изучено более 50 новых природных соединений Au, Ag, Pt, Pd и других металлов с серой, селеном и теллуром, 10 из которых утверждены CNMMN IMA в качестве новых минералов, описано несколько новых разновидностей минералов и впервые на территории бывшего СССР, Болгарии и Словакии установлено более 20 редких сульфидов, сульфосолей и теллуридов;
- выявлены главнейшие закономерности флюидного режима формирования разнотипных эпитермальных месторождений;
- обоснована ведущая роль гетерогенизации и смешения флюидов, как механизмов, определяющих последовательность минералообразования, интенсивность концентрирования металлов, минералого-геохимическую и текстурную зональность;
- рассмотрены причины формирования уникальных по минералогическому разнообразию эпитермальных руд и бонанцевых скоплений золота и серебра в них;
- показано особое влияние вариаций активностей халькогенидов (S, Se, Te) и кислорода на поведение Au и Ag в рудообразующем процессе и образование минеральных ассоциаций с преобладанием либо сульфидов, либо селенидов, либо теллуридов;
- обоснована концепция порфирово-эпитермальных рудообразующих систем, ответственных за металлогению рудных районов с порфировым и эпитермальным оруденением.

### Научно-организационная работа
Заместитель директора Института по научной работе, заведующий сектором минераграфии ИГЕМ РАН, заведующий филиалом кафедры Геологии месторождений полезных ископаемых МГГРУ, руководитель научно-исследовательской темы Института «Минеральный состав, зональность и условия формирования оруденения на разных глубинных уровнях золотоносных порфировых и эпитермальных рудных месторождений».
Член редакционных коллегий:
- Минералогический журнал, Киев
- Geologica Carpatrhica, Братислава — печатный орган Карпато-Балканской геологической ассоциации.

## Награды
- 2003 — Премия имени С. С. Смирнова, за серию работ «Минералого-геохимические закономерности формирования эпитермальных руд золота, их теоретическое и практическое значение»